# Khambhalia
Khambhalia là một thành phố và khu đô thị của quận Jamnagar thuộc bang Gujarat, Ấn Độ.

## Nhân khẩu
Theo điều tra dân số năm 2001 của Ấn Độ, Khambhalia có dân số 36.459 người. Phái nam chiếm 52% tổng số dân và phái nữ chiếm 48%. Khambhalia có tỷ lệ 69% biết đọc biết viết, cao hơn tỷ lệ trung bình toàn quốc là 59,5%: tỷ lệ cho phái nam là 76%, và tỷ lệ cho phái nữ là 62%. Tại Khambhalia, 13% dân số nhỏ hơn 6 tuổi.